# Pseudocossus
Pseudocossus é um gênero de traça pertencente à família Brachodidae.